# Bolbanabad
Bolbanabad (pers. بلبان آباد) – miasto w Iranie, w ostanie Kurdystan. W 2016 roku liczyło 3193 mieszkańców.